# Krasówka (wieś w powiecie bialskim)
Krasówka – wieś w Polsce położona w województwie lubelskim, w powiecie bialskim, w gminie Łomazy.
W latach 1975–1998 miejscowość należała administracyjnie do województwa bialskopodlaskiego. 
Wieś jest sołectwem w gminie Łomazy. Według Narodowego Spisu Powszechnego (III 2011 r.) wieś liczyła 179 mieszkańców i była ósmą co do wielkości miejscowością gminy Łomazy.
Wierni Kościoła rzymskokatolickiego należą do parafii Świętych Apostołów Piotra i Pawła w Łomazach.